# دنیاگیری کووید-۱۹ در استونی
دنیاگیری کووید-۱۹ در استونی بخشی از دنیاگیری بیماری کروناویروس ۲۰۱۹ در جهان است.
اولین مورد تأیید شده در ۱۹ فوریه ۲۰۲۰ در شهر تالین اعلام شد و تا ۱۱ مارس تعداد مبتلایان به ۱۵ نفر افزایش پیدا کرد. در ابتدا بیشتر مبتلایان در خارج کشور مخصوصا در ایتالیا و اتریش آلوده شده بودند اما در بخش دوم همه‌گیری بیشتر از کشورهای روسیه، اوکراین و فنلاند بوده.